# سلامة حجازي
سلامة حجازي (1852 - 1917) مغني وملحن ومسرحي مصري، وأحد أعلام النهضة العربية الحديثة، وصاحب فرقة مسرحية وغنائية شهيرة ما بين نهاية القرن التاسع عشر وبداية القرن العشرين.

## حياته
ولد بحي رأس التين بالإسكندرية عام 1852، وعندما توفي والده وهو بالثالثة من العمر ثم ربّاه جده لأبيه، وحفظ القرآن وتعلم فنون الإنشاد وهو لا يزال في الحادية عشر من عمره، ولما تعلم بعد ذلك فنون النظم ووزن النغم على يد الشيخ خليل محرم ألف جوقته الخاصة من الموسيقيين، وأخذ يتنقل لأحياء الأفراح والليالي مما أدى إلى ارتفاع شهرته. عندما بدأت النهضة المسرحية في مصر في منتصف القرن التاسع عشر على يد كل من يعقوب صنوع ويوسف الخياط ومارون نقاش وزملائهم فبدأ الشيخ سلامة بتقديم لون جديد برواية «مي وهوراس» فكانت هذه انطلاقته في التمثيل وتطوير المسرح الغنائي، وبعد سلسله من النجاحات ضم فرقته لفرقة جورج أبيض، إلا أنهم وبرغم النجاحات انفصلا عام 1915 واستمر في عطائه على مسرح برنتانيا بجوقته إلى أن رحل عام 1917. و هنا بكى الشيخ سلامة حجازي !

## النشأة والمسيرة
هو مطرب وملحن وصاحب فرقة مسرحية وغنائية شهيرة ما بين نهاية القرن التاسع عشر وبداية القرن العشرين. ولد في عام 1852 بحي رأس التين بالإسكندرية. وتلقى مبادئ القراءة في الكتّاب، وبدأ حياته مقرئا للقرآن الكريم وتعلم أصول فن الإنشاد وأوزان النغم والأداء. ثم عمل مطربا وممثلا وملحنا، كما عُين شيخا للطرق الصوفية ورئيسا للمنشدين. وعمل مطربا وظل يحي الحفلات الغنائية على التخت في الأفراح، ثم كوّن تختا والتف حوله بعض الشعراء والزجالين ونظموا له قصائد لحنها بنفسه وتغنى بها بصوته، واجتهد أن يقدم القصائد القديمة في قالب جديد.
وفي عام 1884 بدأ في تقديم حفلة غنائية أسبوعية على مسرح «فرقة الخياط». وانضم إلى فرقة «القرداص والحداد» المسرحية عام 1885 كما انضم إلى فرقة إسكندر فرح وظل ممثلها الأول نحو ست سنوات. وفي عام 1905 كون فرقته الشهيرة التي حملت اسمه وافتتحت عروضها على مسرح «سانتي» بحديقة الأزبكية، كما قام بتمثيل الروايات المسرحية في دار الأوبرا وشارك فيها بألحانه وصوته ومن هذه المسرحيات «هارون الرشيد» و«المظلوم» و«ليلي» و«القضاء والقدر» و«شهداء الغرام» و«البرج الهائل». وكون مع جورج أبيض فرقة «جورج أبيض وسلامة».
وقدم من ألحانه روايات «أنيس الجليس» و«أبو الحسن» و«علي نور الدين» و«خليفة الصياد». ويعتبر الشيخ سلامة حجازي رائد فن الأوبريت فكان صوته يناسب هذا اللون الفني، وهو أول من لحن المارشات والسلامات الخديوية التي كان يغنيها بصوته في مطلع الروايات وهو نوع من الغناء الحماسي الذي يحث علي المبادئ والأخلاق والولاء للوطن. أشادت به الممثلة العالمية «سارة برنار» عندما شاهدته في رواية «غادة الكاميليا». وتغنى بألحانه العديد من أشهر المطربين في مصر أمثال منيرة المهدية ومحمد عبد الوهاب، وقام بتشجيع سيد درويش وقدمه علي المسرح، ويعتبر سلامه حجازي الأب الروحي لسيد درويش.
وتوفي في 4 أكتوبر 1917.

## أشهر أغاني سلامة حجازي
من أشهر أغانيه نذكر «بسحر العين تركت القلب هايم» و«سمحت بإرسال الدموع محاجري» و«سلوا سمرة الخدين» و«صوت الحمام على العود». وهو أول من انتقل بالأغنية من مجالس التخت إلى خشبة المسرح، وجعل منها جزء أصيلا في بناء العمل المسرحي، فمهد الطريق للنقلة الكبرى التي أحدثها من بعده سيد درويش.

## أعماله

### مسرحيات
- هارون الرشيد
- المظلوم
- ليلي
- القضاء والقدر
- شهداء الغرام
- البرج الهائل

### فن الروايات
- أنيس الجليس
- أبو الحسن
- علي نور الدين
- خليفة الصياد
- مي وهوراس
- غادة الكاميليا

### أغاني
- بسحر العين تركت القلب هايم.(بياتي)
- سمحت بإرسال الدموع محاجري.
- سلوا سمرة الخدين.
- صوت الحمام على العود.
- يا غزالا صاد قلبي جفنه (قصيده عليك سلام الله).
- حبذا عصرا سعيد للسلطان عبد الحميد.
- مجروح يا قلبي.